# Roberto Prosseda
Roberto Prosseda (Latina, 7 maggio 1975) è un pianista italiano.
Ha guadagnato notorietà grazie alle sue incisioni (pubblicate dalla Decca) dell'integrale pianistica di Felix Mendelssohn e dell'integrale pianistica di Mozart.

## Biografia
Si è affermato in vari concorsi nazionali (Rendano, 1993, Premio Venezia, 1995) e internazionali (Schubert di Dortmund nel 1997, Casagrande di Terni nel 1998, Micheli di Milano nel 2001). 
Ha iniziato la carriera concertistica come interprete di musica italiana del Novecento, incidendo l'integrale pianistica di Petrassi (Foné, 2000) e di Dallapiccola (Naxos, 2001), ed eseguendo numerosi brani pianistici di autori contemporanei, molti dei quali gli hanno dedicato delle composizioni (Carlo Boccadoro, Nicola Campogrande, Aldo Clementi, Michele dall'Ongaro, Ivan Fedele, Giorgio Gaslini, Luca Lombardi, Ennio Morricone, Marcello Panni, Nicola Sani, Alessandro Solbiati, Roberta Vacca).
Ha riscoperto ed eseguito più di cinquanta brani inediti Archiviato il 12 maggio 2021 in Internet Archive. di Mendelssohn in prima esecuzione mondiale, in sale quali la Wigmore Hall di Londra, la Philharmonie di Berlino, la Gewandhaus di Lipsia.
Ha suonato come solista con l'Accademia nazionale di Santa Cecilia di Roma, la Filarmonica della Scala di Milano (Concerto per pianoforte e orchestra K 271 di Mozart nel 2001 al Teatro alla Scala), la Royal Liverpool Philharmonic, i Berliner Symphoniker, la Mozarteum Orchestra, la London Philharmonic Orchestra, la New Japan Philharmonic.
I suoi recenti impegni discografici per la Decca hanno proseguito il suo percorso di approfondimento del repertorio mendelssohniano, fino a completare l'incisione di tutta la produzione pianistica di Mendelssohn, in 10 CD, registrati tra il 2005 e il 2014, pubblicati in cofanetto da Decca nel 2017 (seconda ristampa nel 2020). Nel 2009 ha registrato dal vivo a Lipsia il concerto n. 3 per pianoforte di Mendelssohn (ricostruito nel 2006 da Marcello Bufalini) con la Gewandhausorchester Leipzig diretta da Riccardo Chailly. Questo CD ha vinto numerosi premi discografici tra cui, in Francia, lo CHOC di Classica e il Diapason d'Or del mese di Novembre 2009.  Nel 2017 ha inciso i Concerti n. 1 e 2 di Mendelssohn con la Residentie Orkest diretta da Jan Willem de Vriend. Nel 2018 ha inciso il Concerto in re minore di Mendelssohn per violino, pianoforte e orchestra (versione con fiati e timpani) con Shlomo Mintz e con la Flanders Symphony Orchestra diretta da Jan Latham Koenig. Tra il 2015 e il 2023 ha inciso l'integrale pianistica di Mozart in 9 CD per Decca, usando un pianoforte Fazioli F278 con un'accordatura filologica: il temperamento Vallotti.
Ha tenuto concerti in oltre 50 nazioni, ed è ospite regolare del Gewandhaus di Lipsia, della Philharmonie di Berlino e della London Philharmonic Orchestra, con la quale ha un contratto per un'incisione discografica nel 2021. 
Dal 1999 forma un duo pianistico con la moglie Alessandra Ammara. Il duo ha inciso l'integrale delle musiche di Mendelssohn per pianoforte a 4 mani (Decca, 2015) e i due Concerti di Mendelssohn per due pianoforti e orchestra, con la Residentie Orkest de L'Aja diretta da Jan Willem de Vriend (Decca, 2018). 
Roberto Prosseda è presidente dell'Associazione Mendelssohn, fondata nel 2009. È co-fondatore e coordinatore artistico di Donatori di Musica, una rete di musicisti, medici e volontari che realizzano stagioni concertistiche nei reparti di Oncologia degli ospedali italiani.
Nel 2009 ha realizzato come autore il documentario "Mendelssohn inedito", trasmesso da Raitre e Rai Educational, con la regia di Angelo Bozzolini ed ha eseguito il Quatuor pour la fin du temps di Olivier Messiaen alla Scala. Nel 2010 ha collaborato, come autore, al documentario RAI "Fryderyk Chopin", e al documentario "Années de Pèlerinage" sulla musica di Franz Liszt, con la regia di Angelo Bozzolini. 
Dal 2011 si esibisce anche con il pedal piano il 13 settembre 2011, infatti, ha presentato in prima esecuzione moderna il Concerto di Charles Gounod per pedal piano e orchestra, con l'Orchestra Toscanini diretta da Jan Latham Koenig presso il Duomo di Forlì. Lo ha successivamente inciso nel 2012 per l'etichetta Hyperion con l'Orchestra della Svizzera Italiana diretta da Howard Shelley, in un CD comprendente tutti e quattro brani di Gounod per pedal piano e orchestra.
Dal 2012 tiene lezioni-concerto sull'interpretazione musicale con l'ausilio del robot-pianista TeoTronico, avendo ideato un innovativo format di lezioni-concerto sul confronto tra interpretazione umana e riproduzione meccanica della partitura, da parte del robot. L'intento è di sensibilizzare gli ascoltatori verso una comprensione più consapevole della musica e delle interpretazioni, come ha dichiarato in un'intervista per Yale University. Il video prodotto da Associazione Mendelssohn su questo spettacolo, con la regia di Angelo Bozzolini, è distribuito da Stingray TV.
Nel 2013 le Edizioni Curci hanno pubblicato il suo libro "Il Pianoforte", una guida all'ascolto del repertorio pianistico.
Roberto Prosseda è molto attivo nella divulgazione musicale e ha registrato 45 "Lezioni di musica" per Radio3, dedicate a Mozart, Schubert, Mendelssohn, Schumann, Chopin, Brahms, Berg, Webern, Petrassi, Dallapiccola, Aldo Clementi. Ha realizzato numerose produzioni televisive per RAI3 e RAI5, nel format di lezioni-concerto "Dentro le note". Sul suo canale Youtube, a partire dal 2018, ha pubblicato centinaia di video divulgativi in cui parla della musica pianistica e dal punto di vista dell'interprete, e dei principi di espressione musicale al pianoforte. 
Dal 2022 è co-fondatore e direttore artistico del Patmos Chamber Music Festival, che si tiene l'ultima settimana di Agosto nell'isola di Patmos (Grecia, Dodecanneso).
Dal 2023 è consulente artistico per la musica e la danza del Teatro Verdi di Pordenone. 

## Discografia
- DVD Domovideo “Roberto Prosseda” Piano Recital (Mozart, Schubert, Chopin)
- CD Fonè 2049 Goffredo Petrassi: Complete Piano Works (1999)
- CD Naxos 8.557676 Luigi Dallapiccola: Complete Piano Works (2003)
- CD Velut Luna 112 (2005) “Piano Vibratili”. Italian Contemporary Piano Works
- CD Decca 476 3038 (2005) «Mendelssohn Discoveries». Felix Mendelssohn: 13 Piano Works, World Premiere Recordings
- CD Decca 476 5277 (2006) «Mendelssohn Rarities». Felix Mendelssohn: 4 Early Piano Sonatas, World Premiere Recording
- CD Decca 476 6165 (2007) «Chopin»
- CD Decca 476 6796 (2 CD, 2008) Felix Mendelssohn: 56 Lieder ohne Worte – Prima incisione completa (2008)
- CD Decca 478 1525 (2009) Felix Mendelssohn: Piano Concerto n. 3 (ricostruzione di Marcello Bufalini). Gewandhaus Orchestra diretta da Riccardo Chailly
- CD Decca 476 3962 (2010) Robert Schumann: Fantasia (Fantasia op. 17, Arabeske op. 18, Kinderszenen op. 15, Waldszenen op. 82)
- CD Decca 476 4545 (2011) Franz Liszt: Années de Pèlerinage, Italie.
- CD Decca 476 5118 (2 CD, 2012) Felix Mendelssohn: Piano con Fuoco (4 Sonate, 5 Fantasie, 5 Capricci)
- CD Decca 476 5190 (2012) Felix Mendelssohn: Early Chamber Works (Quartetti per pf. e archi)
- CD Hyperion CDA67975 (2013) Charles Gounod: Complete Works for pedal piano and orchestra[9]
- CD Decca (3 Cd, 2014): "Da Capo al Fine": Mendelssohn: Variations, Preludes, Etudes, Klavierstücke, Juvenilia.
- CD Decca (2015) Mendelssohn, Opere complete per pianoforte a 4 mani e per 2 pianoforti - Prosseda/Ammara
- CD Decca (2 CD, 2016) Mozart, Sonate per pianoforte n. 1-6
- CD Decca (2016) Mozart, Mozart for babies
- CD Decca (2 CD, 2017) Mozart, Sonate per pianoforte, n.7-12
- CD Decca (2 CD, 2019) Mozart, Sonate per pianoforte, n. 13-18
- CD Decca (2018) Gounod Piano Works
- CD Decca (2018) Mendelssohn Piano Concertos n. 1 - 2, Rondo Brillante, con Residentie Orkest e Jan WIllem de Vriend
- CD Decca (2019) Mendelssohn Concerto for violin, piano and orchestra (versione con fiati e timpani). Con Shlomo Mintz. Flanders Symphony Orchestra, diretta da Jan Latham Koenig
- CD Decca (2019) Mendelssohn Concertos for two pianos
- CD Decca (2020) Mendelssohn 3 Violin Sonatas, with Shlomo Mintz
- CD Decca (2021) Morricone Piano music
- CD Decca (2 CD, 2023) Mozart: Complete Variations
- CD Decca (2024): Mozart: Late Piano Works (Rondos, Fantasias, Suite, Klavierstücke)